# Ланяк Дмитро Олексійович
Ланяк Дмитро Олексійович (* 15 серпня 1937, с. Чорноріки (Польща) — 28 травня 2013, с. Раневичі, Львівська область) — український живописець, графік, музикант, педагог.

## Біографія
У 1945 році разом з батьками, братом та сестрою вимушено переїжджає до України (Донецька область, с. Каракуб).
Того ж року родина переїжджає до міста Борислав.
У 1963 році закінчив музучилище м. Дрогобич.
У 1970 році — Львівську консерваторію.
Помер 28 травня 2013 року. Похований в с. Раневичі Дрогобицького району Львівської області

## Творчість
Працював в Бориславській музичній школі, клас баян — акордеон.
Живописом займався з юних років самостійно.
В його творчості переважає карпатський пейзаж (акварель, пастель, монотипія, чеканка, олія).
Неодноразово мав виставки у Бориславі, Дрогобичі (2006 р.), Польщі, Англії (Манчестер, 1991 р.) .
Картини Дмитра Ланяка знаходяться в приватних колекціях України, Росії, Англії, Угорщини, Польщі.

## Родина
- Син — Віктор Ланяк.